# Nátrium-perklorát
A nátrium-perklorát szervetlen vegyület, képlete NaClO4. A közönséges perklorátok közül a legjobban oldódik. Fehér, kristályos, higroszkópos anyag, vízben és alkoholban jól oldódik. Általában monohidrát formájában kapható, ennek kristályszerkezete rombos. Erős oxidálószer.
Képződéshője −382,75 kJ/mol, így termodinamikailag instabil, nátrium-kloridra és oxigénre bomlása energetikailag kedvező.

## Felhasználása
Számos más perklorát sót előállítanak belőle, többnyire azok rosszabb oldhatóságát használják ki (a NaClO4 oldhatósága 25 °C-on 209 g/100 ml). A perklórsavat  NaClO4 sósavas kezelésével állítják elő.
A pirotechnikában higroszkópossága miatt kevéssé használják, inkább az ammónium- és kálium-perklorátot részesítik előnyben. Utóbbiakat cserebomlási reakcióval állítják elő, nátrium-perklorát oldatához kálium- vagy ammónium-kloridot adva.

### Laboratóriumi felhasználása
Többféle célra is felhasználják, többnyire mint inert elektrolitot. Például a molekuláris biológiában a DNS szokásos kinyerése vagy a hibridizációs reakciók során alkalmazzák.

### Gyógyászati felhasználása
Alkalmazásával blokkolható a jód felvétele azon klinikai tüneteket nem mutató pajzsmirigy alulműködésben szenvedő betegek esetében, akiknél jódtartalmú kontrasztanyagos vizsgálat szükséges. Radioizotópos szcintigráfiás vizsgálatok során nátrium-perklorát egyidejű alkalmazásával a mirigyes szövetek radioaktivitásának felvétele csökkenthető, ez a tulajdonsága [99mTc]-pertechnetát véletlenszerű túladagolása esetén is felhasználható.

## Előállítása
Előállítható nátrium-klorát anódos oxidációjával inert, például platinából készült vagy béta ólom-dioxid elektróda felhasználásával.
ClO3−(aq) + H2O(l) → ClO4−(aq) + 2H+(aq) + 2e- (savas közegben)
ClO3−(aq) + 2OH-(aq) →  ClO4−(aq)+ H2O(l) + 2e- (lúgos közegben)

## Fordítás
Ez a szócikk részben vagy egészben  a   Sodium perchlorate című angol Wikipédia-szócikk ezen változatának fordításán alapul.  Az eredeti cikk szerkesztőit annak laptörténete sorolja fel. Ez a jelzés csupán a megfogalmazás eredetét és a szerzői jogokat jelzi, nem szolgál a cikkben szereplő információk forrásmegjelöléseként.